# Amarte así
Amarte así é uma telenovela estadunidense exibida em 2005 pela Telemundo.
Foi protagonizada por Mauricio Ochmann, Litzy e Alejandro Felipe Flores e antagonizada por Marita Ballesteros, Diego Olivera e Carla Peterson.

## Elenco
- Litzy ... Margarita Lizárraga
- Mauricio Ochmann ... Ignacio "Nacho" Reyes
- Carla Peterson ... Chantal González
- Marita Ballesteros ... Lucrecia González
- Alejandro Felipe Flores ... Ignacio "Frijolito" Reyes Lizárraga
- Roberto Mateos ... Francisco Reyes
- Jorge Suárez ... David
- Édgar Vivar ... Don Pedro
- Tina Romero ... Evangelina Lizárraga
- Diego Olivera ... Gregorio Balbuena
- Leonardo Suárez ... Toño
- Isamar González ... Daniela Reyes
- Mariana Beyer ... Dulce Reyes
- Irene Almus ... Adela
- Enoc Leaño ... Juan Tenorio
- Sergio Ochoa ... Vicente
- Christina Mason ... Rosita
- Mercedes Scapola ... Olga
- Maxi Ghione ... Lucho
- Vanesa Robbiano ... Carmen
- Pietro Gian ... Salvador
- Aldo Pastur ... Morales
- Guido Massri ... Temo
- Mauricio Rodríguez ... Patocho